# Johanna Rachinger

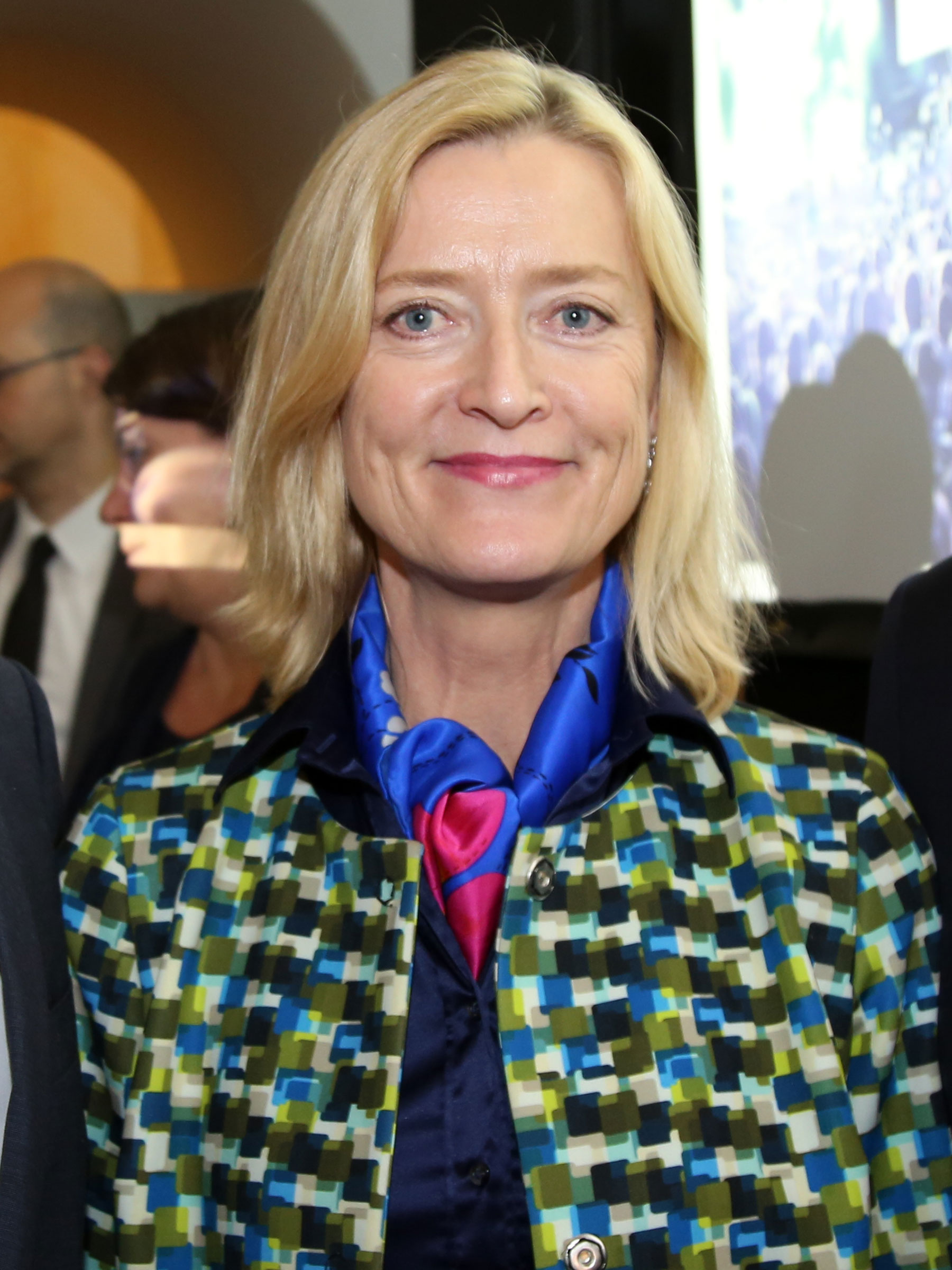
Johanna Rachinger (2015)

Johanna Rachinger (* 9. Jänner 1960 in Putzleinsdorf) ist seit 2001 Generaldirektorin der Österreichischen Nationalbibliothek.

## Leben
Nach dem Schulabschluss der Handelsakademie in Rohrbach 1979 studierte Rachinger Theaterwissenschaften und Germanistik an der Universität Wien. 1986 promovierte sie mit einer Arbeit über Das Wiener Volkstheater in der zweiten Hälfte des 19. Jahrhunderts unter besonderer Berücksichtigung des Dramatikers Ludwig Anzengruber. Nach dem Studium war sie als Lektorin für den 1980 gegründeten Wiener Frauenverlag tätig.
Von 1988 bis 1992 war Rachinger Leiterin der Buchberatungsstelle des österreichischen Bibliothekswerks in Salzburg. Beim Ueberreuter Verlag war sie von 1992 bis 1995 Programmleiterin Bereich Jugendbuch, ab 1994 Prokuristin und von 1995 bis 2001 Geschäftsführerin.
2001 wurde Rachinger von Bildungsministerin Elisabeth Gehrer zur neuen Generaldirektorin der Österreichischen Nationalbibliothek bestellt, 2010 und 2016 wurde der Vertrag um jeweils sechs Jahre verlängert. Am 1. Juli 2021 wurde die neuerliche Verlängerung, wiederum für fünf Jahre und gemeinsam mit dem wirtschaftlichen Geschäftsführer, Richard Starkel, angekündigt. Das Haus der Geschichte Österreich, organisatorisch unter dem Dach der Österreichischen Nationalbibliothek, soll von der Neuen Burg in das MuseumsQuartier übersiedeln.
Von 2004 bis 2009 war Rachinger Mitglied des österreichischen Wissenschaftsrats. Sie ist außerdem Jurymitglied für den Liese-Prokop-Frauenpreis, Senatsmitglied der österreichischen Akademie der Wissenschaften, Mitglied im Aufsichtsrat der Erste Stiftung, Aufsichtsrätin der UNIQA Versicherungsverein Privatstiftung und Mitglied des Wissenschaftlichen Beirats des oberösterreichischen Thinktanks Academia Superior.
In der Funktionsperiode 2018 bis 2023 ist sie Mitglied des Universitätsrates der Universität für künstlerische und industrielle Gestaltung Linz.

## Auszeichnungen
Im Jahr 2003 erhielt sie den Wiener Frauenpreis. Für das Projekt der ÖNB, gemeinsam mit Google die gemeinfreien Bücherbestände der Bibliothek einzuscannen, wurde sie im Jahr 2010 von der Presse zur Österreicherin des Jahres in der Kategorie Kulturmanagement gewählt. 2012 wurde sie von der Wirtschaftsuniversität Wien als WU-Managerin des Jahres ausgezeichnet. 2013 wurde sie „Kommunikatorin des Jahres“. 2016 wurde Rachinger das Ehrenkreuz für Wissenschaft und Kunst I. Klasse verliehen.

## Privates
Johanna Rachinger war mit dem Verlagschef Fritz Panzer bis zu dessen Tod verheiratet.